# Knafeh

Knafeh într-o piață din Nablus

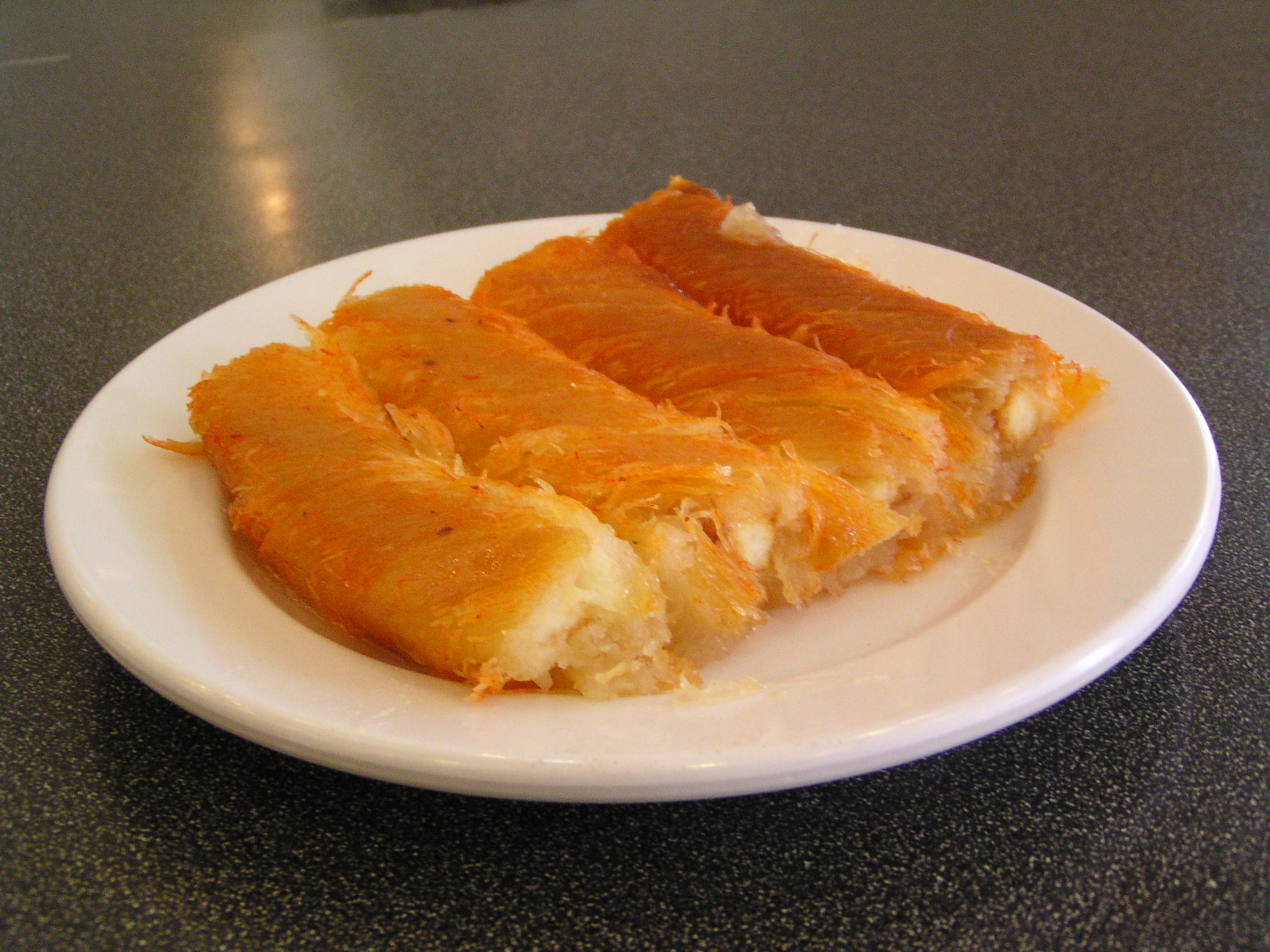
Knafeh din Liban

Kunafeh (arabă: كنافة Kunāfa, de asemenea Kanafa, Kanafeh, turcă: Künefe) este un desert cald arăbesc-turcesc, preparat dintr-o brânză specială de vaci (quark) și cataif. Originea se află în Nablus, Kunafeh din aceea zonă e considerat cel mai bun.
Există trei tipuri diferite de Kunafeh:
- khishneh (arabă:خشنه), o variantă compusă din fire foarte subțiri de fidea.
- na'ama sau nabulsieh (arabă:  ناعمة أو نابلسية), o variantă fină unde se întrebuințează grișul.
- mhayara (arabă: محيرة), un amestec al celor două variante precedente.

De obicei, Kunafeh este stropit înainte de servire cu sirop de zahăr cald (cunoscut sub numele de „Ater”). Desertul este de obicei consumat, în cofetării, cu un pahar de apă.

## Trivia
- În 2009, un cofetar din Nablus stabilește un record cu un knafeh cu o lungime de 74 de metri și o greutate de 1765 kg.